# Heinrich VI. (Luxemburg)

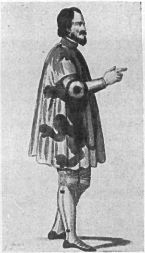
Heinrich VI. von Luxemburg

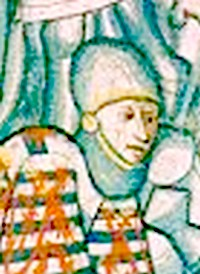
Abbildung von Heinrich VI. von Luxemburg in der Brabantsche Yeesten bei der Schlacht von Worringen

Heinrich VI. von Luxemburg (* 1240; † 5. Juni 1288) war der Sohn Heinrichs V., von dem er die Titel Graf von Luxemburg und Arlon erbte, und der Margarete von Bar.
Heinrich übernahm die Regierungsgeschäfte, als sein Vater den französischen König Ludwig IX. auf den Siebten Kreuzzug begleitete. Als Graf geriet Heinrich VI. in Streit mit seinen Nachbarn. Im sogenannten Limburger Erbfolgestreit fiel er in der Schlacht von Worringen 1288. Neben Heinrich starben seine Brüder Walram von Luxemburg-Ligny und Balduin sowie sein Halbbruder Heinrich von Houffalize.

## Nachkommen
Heinrich heiratet 1260/1 Beatrix von Avesnes († 1. März 1321), Tochter von Balduin von Avesnes. Sie hatten folgende Kinder:
- Heinrich (1278/79–1313), Kaiser des Heiligen Römischen Reiches
- Balduin (1285–1354), Erzbischof von Trier
- Magarethe († 14. Februar 1337), Priorin in Kloster Marienthal
- Felicitas († 6. Oktober 1336) ⚭ 1298 Johann von Löwen
- Walram (* um 1280; † 21. Juli 1311 bei der Belagerung von Brescia)